# Golmbach
Golmbach – miejscowość  i gmina w Niemczech, w kraju związkowym Dolna Saksonia, w powiecie Holzminden, wchodzi w skład gminy zbiorowej Bevern.